# Tanaecia leucotaenia
Tanaecia leucotaenia är en fjärilsart som beskrevs av Semper 1878. Tanaecia leucotaenia ingår i släktet Tanaecia och familjen praktfjärilar. Inga underarter finns listade i Catalogue of Life.